# プテロカルピンシンターゼ
プテロカルピンシンターゼ（pterocarpin synthase）は、次の化学反応を触媒する酸化還元酵素である。
反応式の通り、この酵素の基質は(-)-メディカルピンとNADP+と水、生成物は(-)-ベスチトンとNADPHとH+である。
組織名はmedicarpin:NADP+ 2'-oxidoreductaseである。